# May Pen
May Pen is gelegen in het zuiden van het eiland Jamaica en is de hoofdstad van de parish Clarendon. De plaats is ontstaan als een Britse plantage aan de rivier Rio Minho. Het is een belangrijke marktplaats voor het grote agrarische Clarendon. May Pen is een van de snelst groeiende plaatsen op het platteland van Jamaica.

## Geboren
- Andre Blake (1990), voetballer (doelman)